# وفا سلطان
وفا سلطان (زادهٔ ۱۴ ژوئن، ۱۹۵۸) روان‌شناس و نویسنده سوری‌الاصل آمریکایی است. وی بخاطر انتقادات جنجالی‌اش از اسلام و محمد پیامبر اسلام، شناخته می‌شود.
وفا سلطان از یک خانواده مسلمان اهل سوریه زاده شده، اما مسیحیت را به عنوان دین خود و عیسی را به عنوان «ناجی بشریت» پذیرفته‌است.
هفته‌نامه تایم، در شماره ۲ مه ۲۰۰۶، در فهرست سالانه «بانفوذترین زنان و مردان جهان»، وفا سلطان را در ردهٔ «قهرمانان و پیشگامان» جای داد.